# Midgards Soner
Midgårds Söner – szwedzki zespół muzyczny zaliczany do sceny oi! grający viking rocka. Zespół powstał w 1993 i zakończył karierę sześć lat później. Na dorobek składa się singel Sverige vikingaland ('93) oraz albumy: "Ny tid" ('93), "Nordens kall" ('95) oraz "Fä Dör" ('99). Za sprawą kilku tekstów do zespołu przylgnęła etykieta nazi punków. Midgårds Söner często występował na neonazistowskich imprezach, ale potrafił zagrać na nich utwory antyfaszystowskich zespołów, co jedynie wzniecało kontrowersje wokół grupy.